# アルカンサウルス
アルカンサウルス（学名 Arkansaurus）は、アメリカ、アーカンソー州、ロックスバーグで発見された恐竜の属である。
タイプ種Arkansaurus fridayiはティラノサウルス科、オルニトミムス科、マニラプトル類などを含む獣脚類のグループであるコエルロサウルス類に属しているとみられる。この中でも特にダチョウに似た恐竜であるオルニトミムスに近縁であると考えられている。この名は1972年に自身の牧場で恐竜の後肢の化石を発見したJ. B. Fridayにより名づけられたものである。 これらの化石は現在のところアーカンソー州で発見された唯一の恐竜の化石である。

## 研究史
Fridayは自身の所有するウシを探しながら化石を発見し、化石をアーカンソー大学に寄贈した。アーカンソー大学の地質学部のメンバーであるJames H. Quinn博士は化石を剖出し、ネブラスカ州、リンカーンで開催された古脊椎動物学会の年会に持ち込んだ。そこからアメリカ、ヨーロッパの研究者たちにより化石の検証が行われた。そしてこの化石はオルニトミムスのものであり、もし確かならばこの種としては最古のものであると公表された。
年会から帰った後Quinnとアーカンソー地質学委員会のBenjamin Clardyは他の化石も発見されることを期待してFridayの牧場の化石が見つかった場所を訪れた。この場所は道路建設のために掘られた穴で、化石は白亜紀の堆積物に含まれていた。不運にも、Quinnたちが発見できたものは足の骨だけであった。他の化石は埋没時か道路の建設時に散逸されてしまったものと推測される。現在"アルカンサウルス"のものとして発見されているものは3つの中足骨、3つの趾骨、3つの末節骨、2つの椎骨である。
これらの化石のキャストが作られ、アーカンソー大学、アーカンソー地質学委員会、アーカンソー科学自然史博物館に贈られた。アーカンソー大学のキャストはオザークホールの教室に吊るされている。アーカンソー科学自然史博物館では博物館がTower Building|enにあった当時、大型の恐竜の像とともに展示されていた。最初の化石は現在はアーカンソー大学博物館の所蔵品となり、フェイエットビルにあるアーカンソー考古学調査所に保管されている。
2003年、この標本のより詳細な記載がReBecca Huntにより行われた。
外野ではでっちあげであるといううわさもあったが、 "アルカンサウルス"は研究者には本物の化石として知られている。加えてReBecca Hunt、Dan Chure (Dinosaur National Monument)、 J. McFarland (アーカンソー地質学委員会)およびJ. Kirkland (ユタ州の古生物学者)がこの化石の調査を行った。 Kirkland はこの化石がネドコルベルティア（Nedcolbertia）のものの可能性があるとしている。

## 参照
1. ↑  Holtz, Thomas R. Jr. (2012) Dinosaurs: The Most Complete, Up-to-Date Encyclopedia for Dinosaur Lovers of All Ages, Winter 2011 Appendix.
2. ↑  Hunt, ReBecca K. 2003. An Early Cretaceous theropod foot from southwestern Arkansas: Proceedings journal of the 2003 Arkansas Undergraduate Research Conference, p. 87-103.
3. ↑  The Arkansas Roadside Travelogue page

- Sattler, H. 1983. "The Illustrated Dinosaur Dictionary", Lothrop, Lee and Shepard Books, NY, 315 pp.